# Военно-морской флаг СССР
Вое́нно-морско́й флаг Сою́за Сове́тских Социалисти́ческих Респу́блик — кормовой флаг кораблей Военно-Морского Флота ВС СССР.
В Корабельном уставе Военно-Морского Флота СССР определялся как «Боевое Знамя корабля и символ воинской чести, доблести и славы, напоминавший каждому члену экипажа корабля о героических традициях и священном долге защиты Советской Родины».
После образования Союза Советских Социалистических Республик возникла необходимость утверждения флагов Военно-Морского Флота СССР. Флаги Российской империи были отменены ещё в 1917 году, а флаги РСФСР указывали на принадлежность только к РСФСР.

## Военно-морской флаг
Первый флаг ВМФ Союза ССР был разработан капитаном первого ранга Н. И. Ордынским, взявшим за основу кормовой флаг ВМС Японии.

Военно-морской флаг СССР, 1923—1935 гг.

Кормовой флаг ВМС Японии.

24 августа 1923 года на заседании Президиума ЦИК СССР был особо учреждён кормовой флаг ВМФ СССР. В постановлении говорилось:

Военно-морской флаг — красного цвета, прямоугольный, посредине флага — белый круг (солнце) с 8 расходящимися белыми лучами к углам и серединным сторонам.
В круге красная пятиконечная звезда, внутри которой серп и молот, обращённая одним концом вверх.
Размеры: отношение длины флага к его ширине как 3 × 2; круг имеет размер — половина ширины флага; звезда имеет диаметр — 5/6 диаметра круга; ширина лучей в круге 1/24, в углах и серединах сторон флага — 1/10 ширины флага.

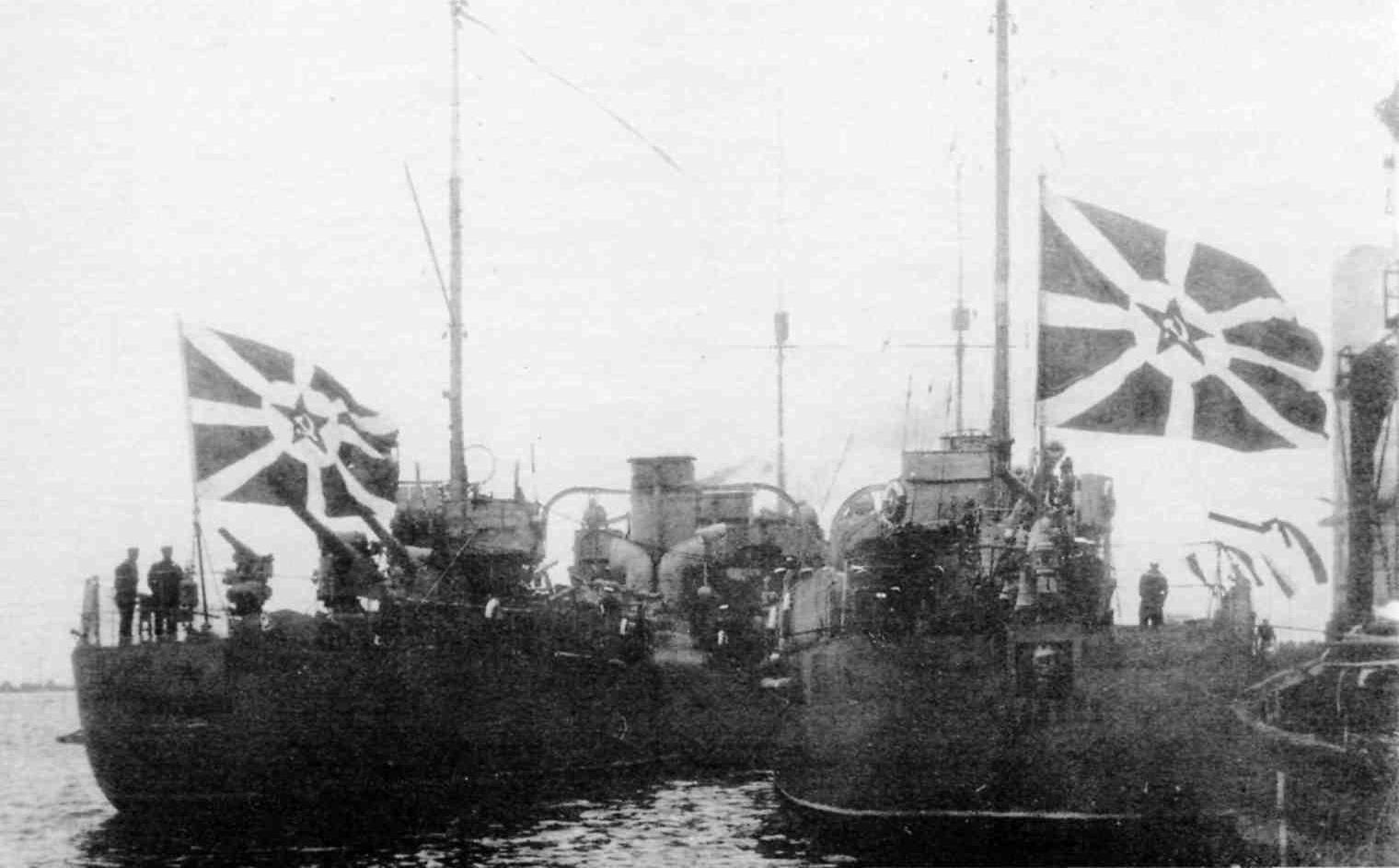
Флаги ВМФ СССР на эскадренных миноносцах «Войков» и «Калинин»

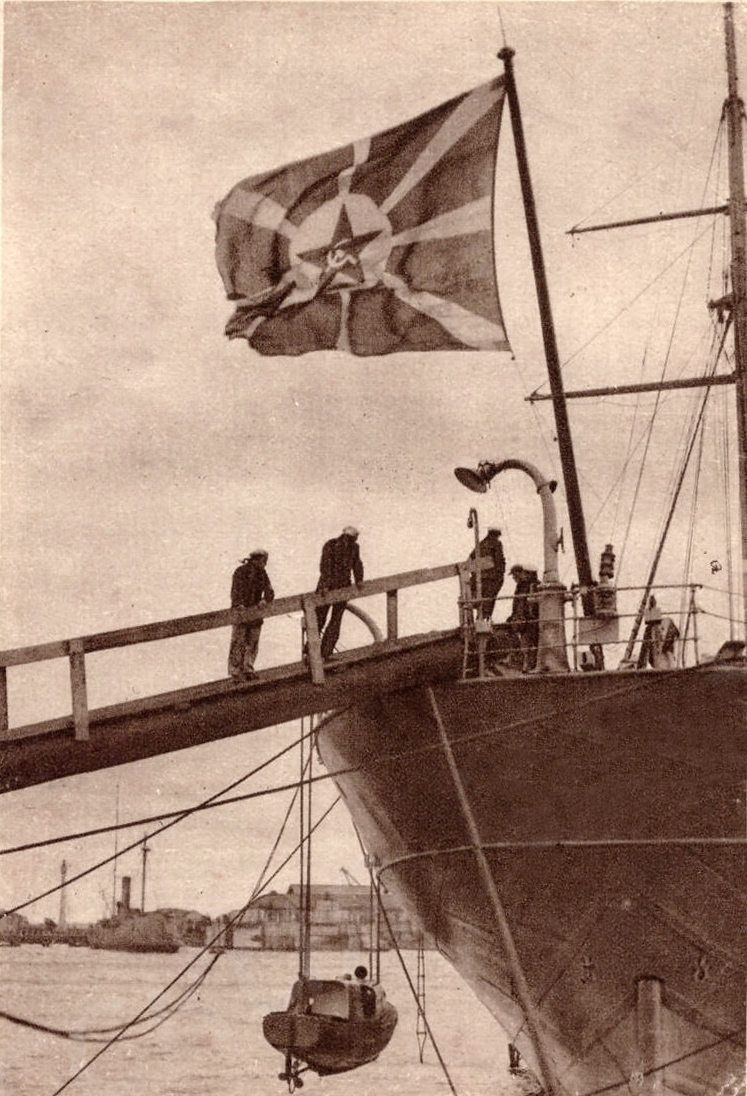
Флаг ВМФ СССР на учебном судне «Комсомолец»

12 октября 1923 года председателем Революционного Военного Совета (РВС) Л. Д. Троцким был утверждён проект альбома «Флаги морских начальников и судов Рабоче-Крестьянского флота».
7 ноября 1923 года, в шестую годовщину Октябрьской революции, согласно приказу РВС и приказом по флоту, этот флаг был поднят на военных кораблях.
Только 29 августа 1924 года, постановлением ЦИК и СНК СССР, этот флаг (вместе с другими) был утверждён официально. При этом описание флага было несущественно изменено:

Военно-морской флаг Союза ССР — прямоугольный красный флаг с отношением длины к ширине 3:2.
В центре флага белый круг (солнце), внутри которого красная пятиконечная звезда обращённая одним концом вверх. Внутри звезды помещены белый серп и молот. Круг имеет диаметр, равный половине ширины флага, а звезда 5/6 диаметра круга. От белого круга (солнца) к углам и серединам сторон — восемь расходящихся белых лучей, ширина которых у круга 1/24, а у кромок флага 1/10 ширины последнего.

Военно-морской флаг СССР, 1935—1950 гг.

После создания 21 апреля 1932 года Морских сил Дальнего Востока, преобразованных 11 января 1935 года в Тихоокеанский Флот, встал вопрос о замене Военно-морского флага, так как он был очень похож на военно-морской флаг Японии, что могло привести к возможным проблемам.
27 мая 1935 года постановлением ЦИК и СНК СССР был учреждён, в числе прочих, новый Военно-морской флаг.

Военно-морской флаг СССР — представляет собой белое полотнище с голубой полосой, идущей вдоль нижней кромки флага. На белом полотнище помещены: в центре левой половины (у шкаторины) красная пятиконечная звезда, обращённая одним конусом вверх; в центре правой половины полотнища — перекрещённые серп и молот красного цвета.
Диаметр звезды равен 2/3 ширины всего флага, а наибольший диаметр перекрещённых серпа и молота — 2/3 ширины белого полотнища. Отношение ширины белого полотнища к голубой полосе 5:1. Отношение длины флага к ширине 3:2.

Военно-морской флаг СССР, 1950—1991 гг.

16 ноября 1950 года не опубликованным и не вошедшим в Свод законов СССР постановлением Совета Министров СССР, в числе прочего, были внесены изменения в Военно-морской флаг. Были изменены пропорции и расположение звезды и серпа и молота.
21 апреля 1964 года постановлением Совета Министров СССР были утверждены описания и рисунки военно-морских флагов и вымпелов СССР боевых кораблей, кораблей пограничных войск, вспомогательных судов и должностных лиц Министерства обороны и Комитета государственной безопасности СССР.

Военно-морской флаг СССР — представляет собой белое полотнище с голубой полосой, идущей вдоль нижней кромки флага.
На белом полотнище флага помещены: в левой половине полотнища (у шкаторины) — красная пятиконечная звезда, обращённая одним концом вверх; в правой половине полотнища — перекрещённые серп и молот красного цвета. Нижние точки рукояток серпа и молота лежат на одной прямой с нижними концами звезды.
Размеры флага: отношение ширины флага к его длине — один к полтора; ширина голубой полосы равна 1/6 ширины флага; расстояние от верхнего конца звезды до верхней кромки флага, а также от нижних концов звезды до голубой полосы флага равно 1/6 ширины флага. Верхний конец серпа отстоит от верхней кромки флага на 1/5 ширины флага.

В таком виде флаг просуществовал до 26 июля 1992 года, когда он был заменён на Военно-морской флаг России.

## Краснознамённый Военно-морской флаг

Почётный Революционный Военно-морской флаг, 1926—1935 гг.

23 ноября 1926 года постановлением Президиума ЦИК СССР, вместе с Почётным Революционным Красным Знаменем, был учреждён Почётный Революционный Военно-морской флаг.

Почётный Революционный Военно-морской флаг для кораблей Рабоче-Крестьянского Красного Флота представляет собой Военно-морской флаг Союза ССР, в левом верхнем углу которого имеется белый крыж.
Кромка крыжа огибает часть окружности белого круга и проходит посередине двух белых лучей флага, в середине крыжа имеется рисунок ордена Красного Знамени.

Положением о флаге, принятым только 27 ноября 1932 года, Почётный Революционный Военно-морской флаг являлся высшей Революционной наградой и вручался, за выдающиеся заслуги, кораблям и их соединениям. При повторении выдающихся заслуг корабли и их соединения могли быть представлены к награждению орденом «Красное Знамя», который прикреплялся на Почётном Революционном Военно-морском флаге.

Почётный Революционный Военно-морской флаг, 1935—1950 гг.

27 мая 1935 года постановлением ЦИК и СНК СССР был учреждён, в числе прочих, новый Почётный Революционный Военно-морской флаг.

Почётный Революционный Военно-морской флаг для кораблей Рабоче-Крестьянского Красного Флота и их соединений представляет собой Военно-морской флаг Союза ССР, на котором поверх красной звезды помещено изображение ордена Красного Знамени.
Высота ордена Красного Знамени равна 9/10 диаметра красной звезды. Отношение длины флага к ширине 3:2.

Краснознамённый Военно-морской флаг, 1950—1992 гг.

16 ноября 1950 года постановлением Совета Министров СССР в описание предыдущего флага были внесены изменения, и он получил новое название — Краснознамённый Военно-морской флаг, также были изменены начертания звезды и серпа и молота Военно-морского флага.

Краснознамённый Военно-морской флаг представляет собой Военно-морской флаг Союза ССР, на котором поверх рисунка красной звезды помещено изображение ордена Красного Знамени. Величина ордена в поперечнике (по горизонтали) равна 1/4 ширины флага.
На военно-морских флагах кораблей, награждённых другими орденами Советского Союза, поверх рисунка красной звезды помещено изображение того ордена, которым награждён корабль.

21 апреля 1964 года постановлением Совета Министров СССР было незначительно изменено описание Краснознамённого Военно-морского флага.

Краснознамённый Военно-морской флаг СССР — представляет собой Военно-морской флаг СССР, на котором поверх рисунка красной звезды помещено изображение ордена Красного Знамени. Величина ордена в поперечнике (по горизонтали) — 1/4 ширины флага.
Примечание. На военно-морских флагах кораблей, награждённых другими орденами Советского Союза, поверх рисунка красной звезды помещается изображение того ордена, которым награждён корабль. Величина ордена в поперечнике (по горизонтали) — 1/4 ширины флага.

В таком виде флаг просуществовал до 26 июля 1992 года, когда он был заменён на Орденский Военно-морской флаг России.

### Корабли, награждённые орденом Красного Знамени
- Базовый тральщик «Арсений Расскин» — 22 июля 1944 г.
- Базовый тральщик «Мина» — 22 июля 1944 г.
- Базовый тральщик «Трал» — 22 июля 1944 г.
- Базовый тральщик «Щит» — 6 марта 1945 г.
- Большой охотник за подводными лодками «БО-304» — 14 сентября 1945 г.
- Большой охотник за подводными лодками «БО-305» — 14 сентября 1945 г.
- Канонерская лодка «Красная Абхазия» — 22 июля 1944 г.
- Канонерская лодка «Усыскин» — 27 февраля 1943 г.
- Канонерская лодка «Чапаев» — 27 февраля 1943 г.
- Крейсер «Аврора» — 7 ноября 1927 г.
- Крейсер «Ворошилов» — 8 июля 1945 г.
- Тяжёлый авианесущий крейсер «Киев» — 6 мая 1985 г.
- Крейсер «Киров» — 27 февраля 1943 г.
- Крейсер «Максим Горький» — 22 марта 1944 г.
- Линейный корабль «Октябрьская революция» — 22 июля 1944 г.
- Линейный корабль «Севастополь» — 8 июля 1945 г.
- Плавбаза «Львов» с 17.12.1941 сан. транспорт — 31 мая 1944 г.
- Подводная лодка «А-5» — 6 марта 1945 г.
- Подводная лодка «Д-3» — 17 января 1942 г., Гвардейская с 3 апреля 1942 г.
- Подводная лодка «К-21» — 23 октября 1942 г.
- Подводная лодка «К-52» — 20 апреля 1945 г.
- Атомная подводная лодка «К-181» — 22 февраля 1968 г.
- Подводная лодка «Л-4» — 23 октября 1942 г.
- Подводная лодка «Л-22» — 8 июля 1945 г.
- Подводная лодка «Лембит» — 6 марта 1945 г.
- Подводная лодка «М-111» — 22 июля 1944 г.
- Подводная лодка «М-117» — 22 июля 1944 г.
- Подводная лодка «М-172» — 3 апреля 1942 г., Гвардейская с 25 июля 1943 г.
- Подводная лодка «С-1» — 7 февраля 1940 г.
- Подводная лодка «С-13» — 20 апреля 1945 г.
- Подводная лодка «С-31» — 5 ноября 1944 г.
- Подводная лодка «С-51» — 5 ноября 1944 г.
- Подводная лодка «С-56» — 31 марта 1944 г., Гвардейская с 23 февраля 1945 г.
- Подводная лодка «С-101» — 24 мая 1945 г.
- Подводная лодка «С-104» — 24 мая 1945 г.
- Подводная лодка «Щ-201» — 5 ноября 1944 г.
- Подводная лодка «Щ-209» — 6 марта 1945 г.
- Подводная лодка «Щ-307» — 6 марта 1945 г.
- Подводная лодка «Щ-310» — 6 марта 1945 г.
- Подводная лодка «Щ-311» — 7 февраля 1940 г.
- Подводная лодка «Щ-320» — 23 октября 1942 г.
- Подводная лодка «Щ-323» — 17 января 1942 г.
- Подводная лодка «Щ-324» — 21 апреля 1940 г.
- Подводная лодка «Щ-402» — 3 апреля 1942 г., Гвардейская с 25 июля 1943 г.
- Подводная лодка «Щ-403» — 24 июля 1943 г.
- Подводная лодка «Щ-404» — 24 июля 1943 г.
- Подводная лодка «Щ-406» — 23 октября 1942 г.
- Подводная лодка «Щ-421» — 3 апреля 1942 г.
- Сторожевой корабль «Киров» — 14 сентября 1945 г.
- Тральщик «Т-32» («Шуя») — 31 мая 1943 г.
- Тральщик «Т-110» — 31 марта 1944 г.
- Тральщик «Т-275» — 14 сентября 1945 г.
- Тральщик «Т-525» — 14 сентября 1945 г.
- Тральщик «Т-887» (до 25.06.1941 РТ-46 «Лосось») — 31 мая 1943 г.
- Лидер эсминцев «Баку» — 6 марта 1945 г.
- Эскадренный миноносец «Беспощадный» — 3 апреля 1942 г.
- Эскадренный миноносец «Бойкий» — 27 февраля 1943 г.
- Эскадренный миноносец «Войков» — 14 сентября 1945 г.
- Эскадренный миноносец «Грозный» — 6 марта 1943 г.
- Эскадренный миноносец «Громкий» — 6 марта 1943 г.
- Эскадренный миноносец «Железняков» — 8 июля 1945 г.
- Эскадренный миноносец «Куйбышев» — 24 июля 1943 г.
- Эскадренный миноносец «Незаможник» — 8 июля 1945 г.

Всего орденом Красного Знамени было награждено 63 боевых корабля (32 надводных корабля и 31 подводная лодка).
«Щ-421» — единственная подводная лодка, которая не успела поднять присвоенный ей Краснознамённый флаг.

### Корабли, награждённые другими орденами
| - Крейсер «Аврора» — 22 февраля 1968 г. награждён орденом Октябрьской Революции — единственный корабль, награждённый двумя орденами - Ледокол «Арктика» — 14 сентября 1977 г. награждён орденом Октябрьской Революции - Ледокол «Ермак» — 26 марта 1949 г. награждён орденом Ленина - Пароход «Старый большевик» — 27 мая 1942 г. награждён орденом Ленина |

## Гвардейский Военно-морской флаг

Гвардейский Военно-морской флаг, 1942—1950 гг.

18 сентября 1941 года, в разгар Великой Отечественной войны, были созданы первые гвардейские соединения, и 3 апреля 1942 года звания гвардейских впервые были удостоены корабли Военно-Морского Флота СССР.
19 июня 1942 года приказом Народного Комиссара ВМФ СССР № 142 для кораблей Военно-Морского Флота, экипажи которых удостоены гвардейского звания, был установлен Гвардейский Военно-морской флаг.

Гвардейский Военно-морской флаг представляет собой установленный Военно-морской флаг Союза ССР с расположенной на нём Гвардейской лентой завязанной бантом, с развевающимися концами. Лента оранжевого цвета с нанесёнными на ней тремя продольными чёрными полосами. Гвардейская лента располагается горизонтально над полосой голубого цвета, посередине флага.

Гвардейский Военно-морской флаг, 1950—1992 гг.

16 ноября 1950 года постановлением Совета Министров СССР в описание предыдущего флага были внесены изменения, а также были изменены начертания звезды и серпа и молота Военно-морского флага.
21 апреля 1964 года постановлением Совета Министров СССР этот флаг был повторно учреждён.

Гвардейский Военно-морской флаг СССР — представляет собой Военно-морской флаг СССР с расположенной на нём Гвардейской лентой, завязанной бантом, с развевающимися концами. Гвардейская лента располагается над полосой голубого цвета, симметрично относительно средней вертикальной линии флага. Длина гвардейской ленты по прямой равна 11/12, а ширина — 1/20 ширины флага.

В таком виде флаг просуществовал до 26 июля 1992 года, когда он был заменён на Гвардейский Военно-морской флаг России.

### Гвардейские корабли
- Канонерская лодка «Красная Звезда» — 30 августа 1945 г.
- Канонерская лодка «Пролетарий» — 30 августа 1945 г.
- Крейсер «Красный Кавказ» — 3 апреля 1942 г.
  - преемник — большой противолодочный корабль «Красный Кавказ» — с 25 ноября 1964 г.
    - преемник — ракетный крейсер «Москва» — с 4 декабря 1997 г.
- Крейсер «Красный Крым» — 18 июня 1942 г.
  - преемник — большой противолодочный корабль «Красный Крым»
- Минный заградитель «Марти» («Ока») — 3 апреля 1942 г.
- Минный заградитель «Охотск» — 26 августа 1945 г.
- Монитор «Свердлов» — 30 августа 1945 г.
- Монитор «Сун-Ят-Сен» — 30 августа 1945 г.
- Подводная лодка «Д-3» — 3 апреля 1942 г.
- Подводная лодка «К-22» — 3 апреля 1942 г.
  - преемник — атомная подводная лодка «К-22» — с 25 января 1963 г.
    - преемник — атомная подводная лодка К-335 «Гепард» — с 4 декабря 1997 г.
- Атомная подводная лодка «К-133» — 14 апреля 1966 г.
  - преемник — атомная подводная лодка К-295 «Самара» — с 4 декабря 1997 г.
- Подводная лодка «Л-3» — 1 марта 1943 г.
- Подводная лодка «М-35» — 31 мая 1943 г.
- Подводная лодка «М-62» — 22 июля 1944 г.
- Подводная лодка «М-171» — 3 апреля 1942 г.
- Подводная лодка «М-172» — 25 июля 1943 г.
- Подводная лодка «М-174» — 3 апреля 1942 г.
- Подводная лодка «С-33» — 22 июля 1944 г.
- Подводная лодка «С-56» — 23 февраля 1945 г.
  - преемник — атомная подводная лодка К-56 — с 25 января 1963 г.
    - преемник — атомная подводная лодка К-152 «Нерпа» — с 4 декабря 1997 г.
- Подводная лодка «Щ-205» — 1 марта 1943 г.
- Подводная лодка «Щ-215» — 22 июля 1944 г.
- Подводная лодка «Щ-303» — 1 марта 1943 г.
- Подводная лодка «Щ-309» — 1 марта 1943 г.
- Подводная лодка «Щ-402» — 25 июля 1943 г.
- Подводная лодка «Щ-422» — 25 июля 1943 г.
  - преемник — атомная подводная лодка «К-116»
    - преемник — атомная подводная лодка К-119 «Воронеж»
- Сторожевой катер «СКА-065» («МО-65») — 25 июля 1943 г.
- Сторожевой корабль «Метель» — 26 августа 1945 г.
- Сторожевой корабль «СКР-2» («ЭК-2») — 22 августа 1945 г.
- Тральщик «Защитник» — 1 марта 1943 г.
- Тральщик «Т-205» («Гафель») — 3 апреля 1942 г.
  - преемник — базовый тральщик Т-205 «Гафель» — с 27 марта 1963 г.
- Тральщик «Т-278» — 26 августа 1945 г.
- Тральщик «Т-281» — 26 августа 1945 г.
- Эскадренный миноносец «Гремящий» — 1 марта 1943 г.
  - преемник — ракетный корабль «Гремящий» — с 17 декабря 1957 г.
    - преемник — эскадренный миноносец «Гремящий» — с 18 августа 1988 г.
- Эскадренный миноносец «Сообразительный» — 1 марта 1943 г.
  - преемник — ракетный крейсер «Варяг»
- Эскадренный миноносец «Стойкий» («Вице-адмирал Дрозд») — 3 апреля 1942 г.

Всего к сентябрю 1945 звания гвардейских было удостоено 18 надводных кораблей и 16 подводных лодок.
Подводные лодки Д-3 «Красногвардеец», «М-172», «Щ-402» и «С-56» ранее были награждены орденом Красного Знамени, и после присвоения гвардейского звания ими был поднят Гвардейский Краснознамённый флаг.

## Гвардейский Краснознамённый Военно-морской флаг

Гвардейский Краснознамённый Военно-морской флаг, 1942 г. (официально не утверждался, но использовался)

Гвардейский Краснознамённый Военно-морской флаг, 1950—1992 гг.

Хотя приказом Наркома ВМФ СССР от 20 июня 1942 года учреждался только Гвардейский Военно-морской флаг, 21 июня 1942 года подводной лодке «Д-3» был присвоен Гвардейский Краснознамённый Военно-морской флаг, и только 16 ноября 1950 года вышло постановление Совета Министров СССР, которым этот флаг был официально утверждён.

Гвардейский Краснознамённый военно-морской флаг СССР — представляет собой Гвардейский Военно-морской флаг, на котором поверх рисунка красной звезды помещено изображение ордена Красного Знамени. Величина ордена в поперечнике (по горизонтали) — 1/4 ширины флага.
На военно-морских флагах кораблей, награждённых другими орденами Советского Союза, поверх рисунка красной звезды помещено изображение того ордена, которым награждён корабль.

21 апреля 1964 года постановлением Совета Министров СССР этот флаг был повторно утверждён.

Гвардейский Краснознамённый Военно-морской флаг СССР — представляет собой Гвардейский Военно-морской флаг СССР, на котором поверх рисунка красной звезды помещено изображение ордена Красного Знамени. Величина ордена в поперечнике (по горизонтали) — 1/4 ширины флага.
Примечание. На военно-морских флагах кораблей, награждённых другими орденами Советского Союза, поверх рисунка красной звезды помещается изображение того ордена, которым награждён корабль. Величина ордена в поперечнике (по горизонтали) — 1/4 ширины флага.

В таком виде флаг просуществовал до 26 июля 1992 года, когда он был заменён на Гвардейский Орденский Военно-морской флаг России.

### Гвардейские корабли, награждённые орденом Красного Знамени
- Подводная лодка «Д-3» — 17 января 1942 г. награждена орденом, 3 апреля 1942 г. удостоена Гвардейского звания, 21 июня 1942 г. был впервые поднят Гвардейский Краснознамённый Военно-морской флаг СССР.
- Подводная лодка «М-172» — 3 апреля 1942 г. награждена орденом, 25 июля 1943 г. удостоена Гвардейского звания.
- Подводная лодка «Щ-402» — 3 апреля 1942 г. награждена орденом, 25 июля 1943 г. удостоена Гвардейского звания.
- Подводная лодка «С-56» — 31 марта 1944 г. награждена орденом, 23 февраля 1945 г. удостоена Гвардейского звания.

## Флаг ВМФ СССР в филателии
Флаг ВМФ СССР изображён на почтовых марках СССР, выходивших в сериях, посвящённых Вооружённым Силам СССР (РККА, Советская Армия).
Ниже представлены марки из юбилейных выпусков:

Серии почтовых марок
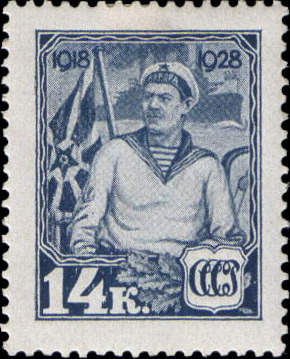
10 лет РККА (1928): Краснофлотец с крейсера "Аврора"
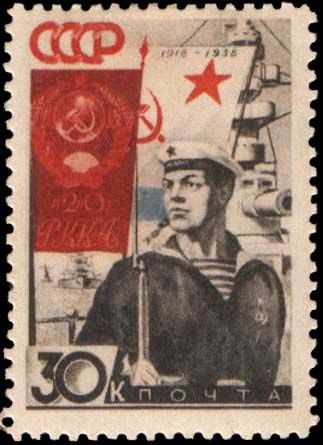
20 лет РККА (1938): Краснофлотец с линкора "Марат"
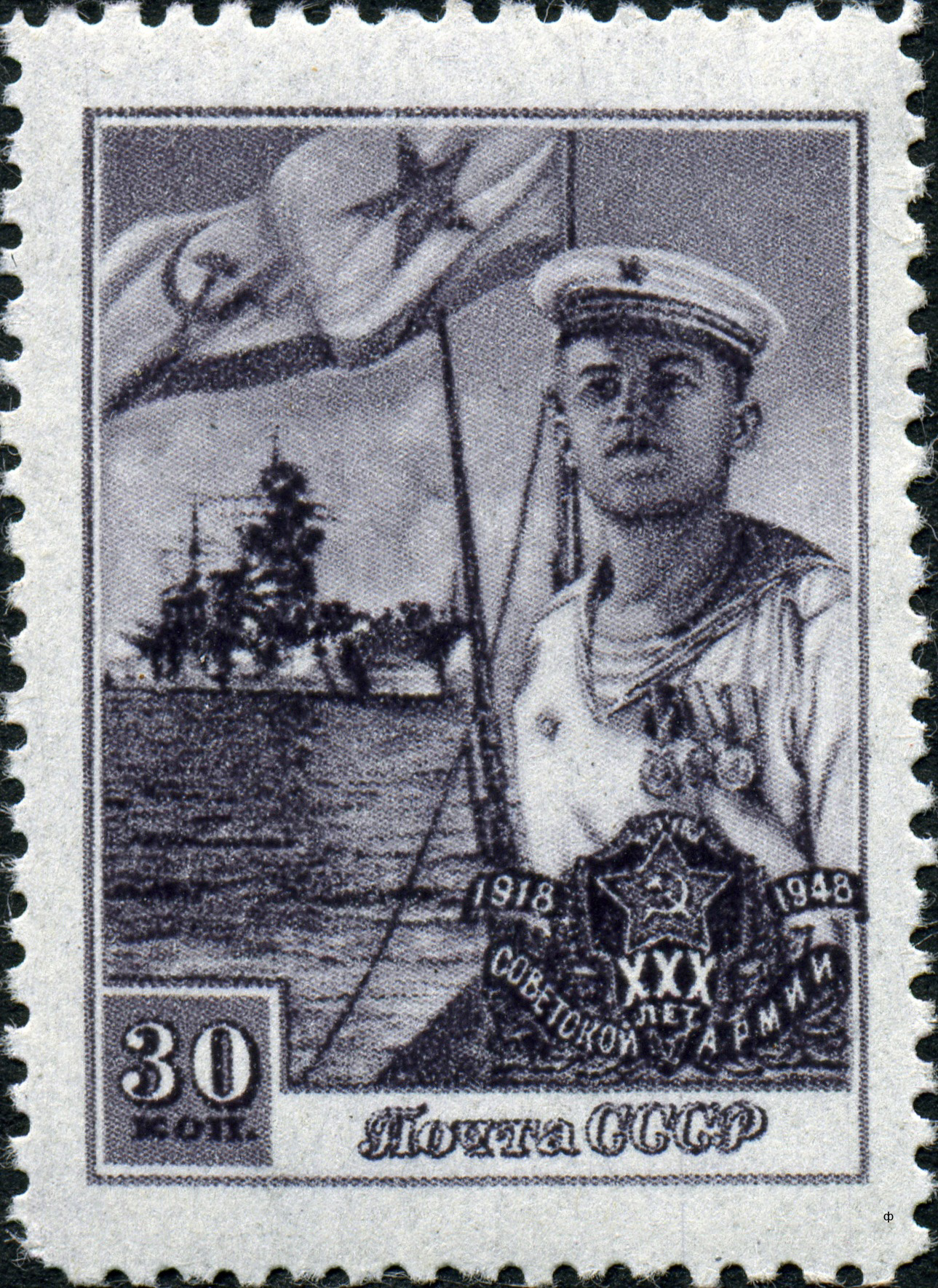
30 лет Советской Армии (1948)
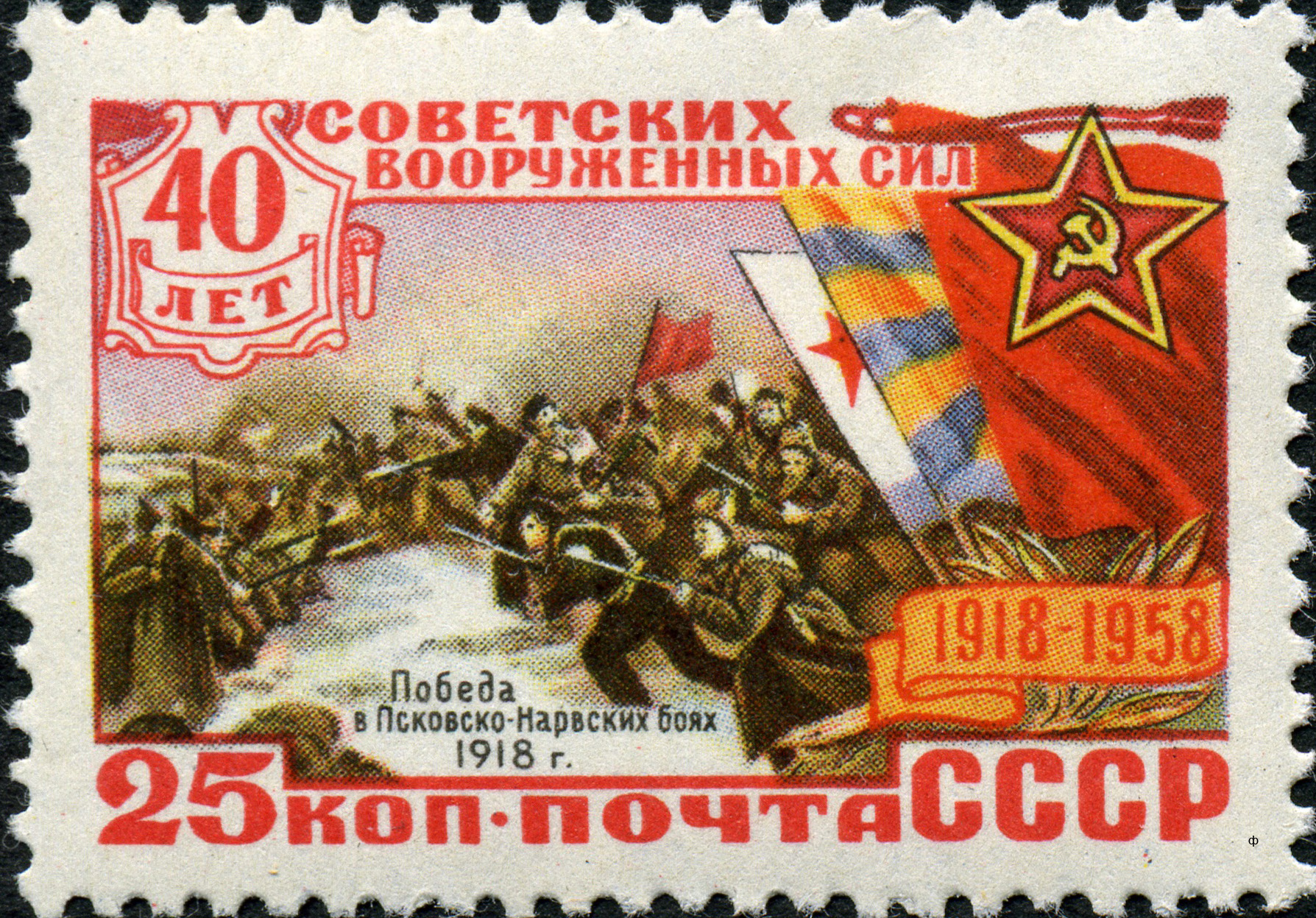
40 лет Советских Вооружённых Сил (1958)
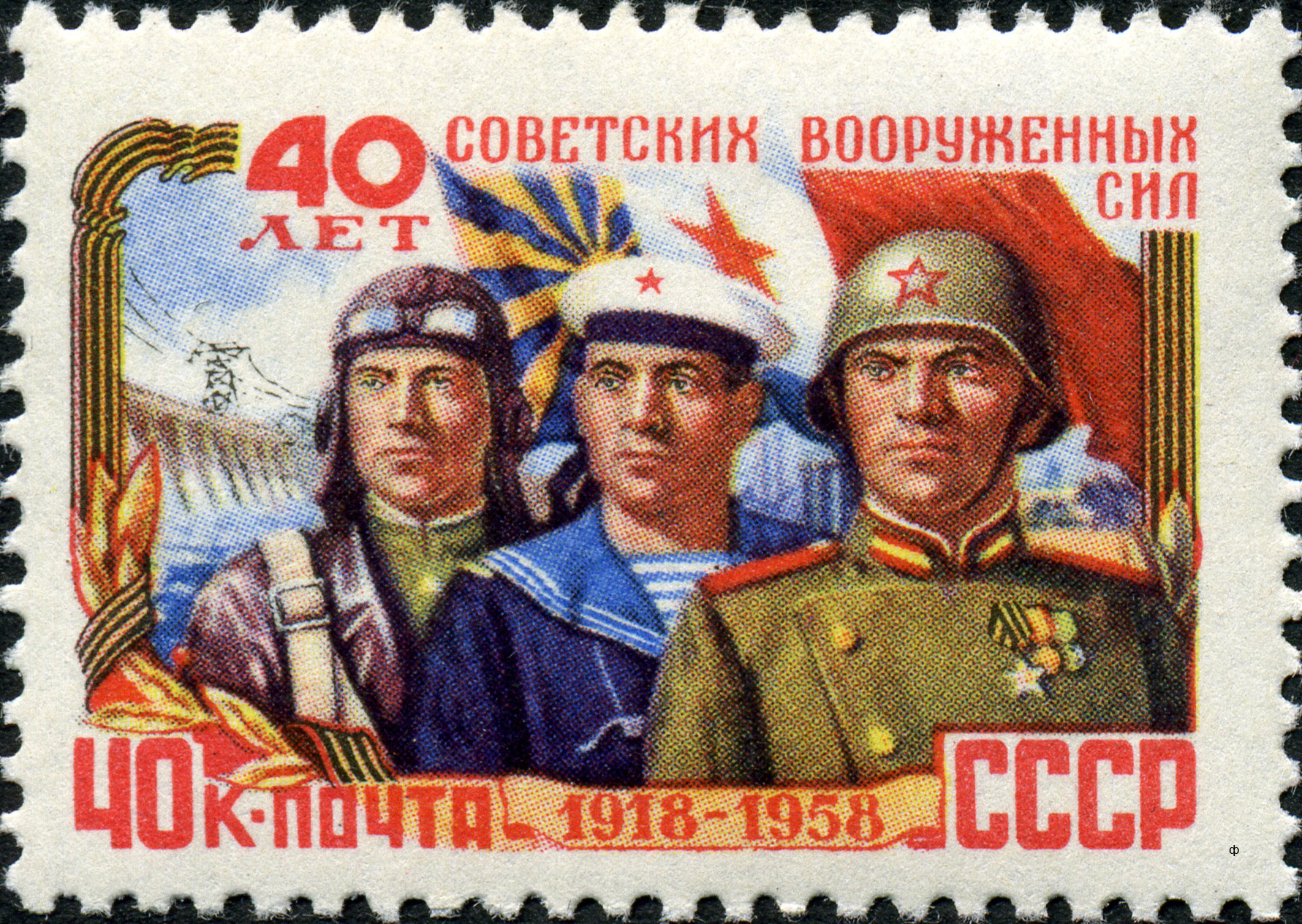
40 лет Советских Вооружённых Сил (1958)
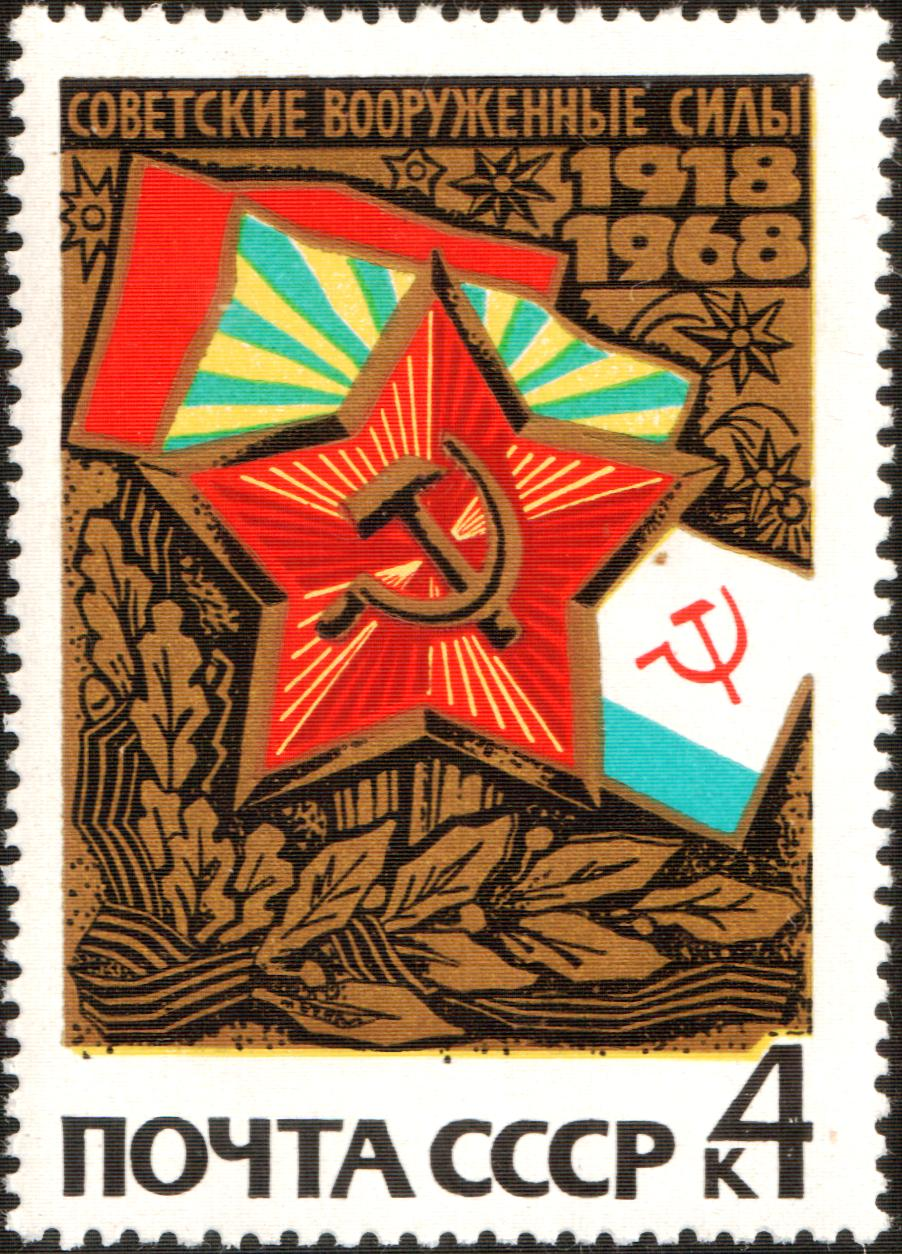
Советские Вооружённые Силы, 50 лет (1968)